# Invasió de la Vall d'Aran (1944)
La Invasió de la Vall d'Aran del 1944 fou un intent del Partit Comunista d'Espanya d'establir un govern espanyol de la Unió Nacional Espanyola (UNE) a la Vall d'Aran mitjançant un atac dels maquis espanyols que estaven col·laborant amb la resistència francesa, i aprofitant que els feixistes estaven en retirada a tot Europa per la pressió dels Aliats durant la Segona Guerra Mundial. El control d'aquest territori proporcionava un eix amb Europa i durant una setmana els maquis van estar esperant una revolta generalitzada de les democràcies europees, malgrat això, l'exercit de Franco va intervenir i els últims partidaris de la revolució van ser jutjats.

## Antecedents
El 6 de juny de 1944, el desembarcament de Normandia per part dels aliats i el ràpid avanç a París que inclou la divisió Leclerc, i el fet que gran part del Midi francès es veiés lliure de l'ocupació nazi, portaren que nombrosos nuclis d'exiliats creguessin, amb ajut de les proclames o la crida a la invasió del general de divisió republicà José Riquelme, o emesos per Radio Toulose, en mans de la UNE, en la imminència de la victòria definitiva sobre el darrer reducte del feixisme a Europa, la dictadura franquista.
El govern franquista, preveient una invasió aliada des de França, va encarregar a Rafael García-Valiño Marcén, cap de l'estat major, la defensa de la frontera, dirigida pels seus generals José Moscardó e Ituarte, Juan Yagüe i Monasterio, que comptaven amb uns 50.000 homes.

## L'Operació Reconquesta d'Espanya
Jesús Monzón, l'home fort del PCE a França, dirigia la resistència republicana a la França ocupada i intentava reconstruir una mínima infraestructura del partit a l'interior d'Espanya. Confiat de l'èxit de les accions contra els nazis, va creure que es podia iniciar una invasió d'Espanya travessant els Pirineus que aixequés la població, en contra del que deien els informadors des de l'interior, i de l'opinió de molts dirigents i militars comunistes, que creien que la millor opció seria enviar als guerrillers experimentats a formar a altres guerrillers per fer una forta resistència seguint l'exemple del que va succeir a Iugoslàvia.
Per preparar la invasió, els maquis, uns 13.000 veterans de la Guerra Civil espanyola i de la resistència francesa, es van anar desplaçant als llocs de reclutament de Foix i Tolosa de Llenguadoc, dels que es van presentar voluntaris per l'operació uns 4.000.
El disseny de l'operació consistia en una sèrie d'atacs per tota la frontera pirinenca per part de la divisió 102, i un atac principal per la Vall d'Aran, el veritable objectiu de la campanya, per part de la divisió 204, on s'establiria provisionalment un govern, que amb les condicions d'aïllament de la vall, només connectada per la Bonaigua, i el clima hivernal, donarien temps de produir la desmoralització del règim, un aixecament popular i una invasió aliada que acabés amb el feixisme a Espanya.
El 3 d'octubre de 1944 s'inicia l'ofensiva de la divisió 102 quan la 45a brigada guerrillera de la UNE, d'uns 250 homes, penetra per Roncesvalls, enfrontant-se amb la Policia Armada al Portillo de Lazar, entre les serres d'Abodi i d'Uztarroz, a Navarra. Moren dos membres de la Policia Armada i un de la Guàrdia Civil, i el dia 5, la 153a brigada penetra per Erronkari amb 400 guerrillers, que són l'inici d'una sèrie d'entrades de diverses brigades pel Pirineu de Navarra, Osca i Lleida, que als pocs dies retornaven a França. El 8 d'octubre, el batalló Legazpi XXIII de l'exèrcit franquista va dirigir-se des de Sant Sebastià al Pirineu navarrès per aturar les accions guerrilleres.
L'encarregada de la invasió fou la divisió 204 de guerrillers, de nova creació liderada pel coronel Vicente López Tovar i estructurada en dotze brigades, amb els seus batallons i companyies d'uns trenta homes. Els objectius militars eren tres: La presa del Port de la Bonaigua, per evitar l'arribada de reforços, la presa de la ciutat de Viella per establir la capital, i l'establiment d'una via de comunicació amb França per Pont de Rei per on podrien arribar reforços o retirar-se.

## Invasió de la Vall d'Aran
El 19 d'octubre de 1944 a les sis de la matinada, armats amb fusells francesos, txecs i alemanys, subfusells Sten i metralladores Bren, alguns morters del calibre 81 i un antiaeri, els 3.000 homes de la divisió 204 van iniciar l'avanç, en tres columnes: la principal, composta per les brigades 7a, 9a, 11a, 15a, 410a, 471a, 526a i 551a, uns 1.500 soldats, per la vall central amb l'objectiu de prendre Viella.
Amb objecte d'aïllar al màxim la Vall d'Aran, la 3a brigada va actuar a Tremp, la 21a i 186a a la Ribagorça, la 402a a Sort i la 468a a Benavarri, per convergir al sud de Viella.
Al baix Aran la progressió maqui va ser molt ràpida, la brigada 11a va entrar per Port de Benasc, girant cap a l'Hospital de Viella, a la part sud del Túnel, per tancar el pas al reforços franquistes. La brigada 551a, va entrar pel Port d'Era Roqueta i es va dividir en tres columnes: la primera es va dirigir a Bausen i Canejan, d'on va fugir la Guàrdia Civil, la segona Columna es va dirigí a Lés, ocupant Porcingles i fent 10 guàrdies civils presoners, i la tercera columna va passar pels passos d'Estiuera i Cuma i es va dirigir cap a Bossòst, on la Guàrdia Civil va oferir resistència des de la caserna. La 410a brigada es va introduir pel Port de Tavascan en direcció a es Bòrdes, on es va trobar una dura resistència de la segona companyia del Batalló Albuera.
Al Naut Aran la resistència va ser més forta. La 9a brigada va entrar pel Port d'Orla en direcció a Salardú, i ocupà Bagergue mentre un dels batallons s'instal·lava en uns turons des d'on es controlava la carretera Tremp-Viella i la resta de la brigada atacava Salardú, sense poder capturar la vila.
En un principi l'operació va ser un èxit, ocupant Bausen, Canejan, Porcingles, Pradell, Les, Bossòst, Era Bordeta, Vilamós, Benòs, Bòrdes, Aubèrt, Betlan, Vilac, Mont, Montcorbau i Vila, establint a Bossòst l'estat major el dia 20 on va romandre fins a la retirada, però aturant l'ofensiva el dia 23 a les portes de Viella, on s'havia fortificat José Moscardó amb la Guàrdia civil i l'exèrcit. Els principals combats foren a Bossòst i Salardú el dia 19, i a Era Bordeta i Bòrdes, el dia 20.
| «                   | A la sortida del túnel de Viella estava esperant-nos el general Moscardó amb diverses desenes de milers de soldats, tancs i artilleria; en conjunt una força contra la que no teníem cap possibilitat. Romandre a la Vall d'Aran no hauria tingut cap sentit; ens desallotjarien fàcilment, i avançar pel túnel de Viella, com pensaven alguns, era ficar-se de cap a una trampa. | » |
| — Santiago Carrillo | |   |

Els primers reforços de l'exèrcit franquista, el 5è Batalló de Caçadors de Muntanya, la legió i regulars van arribar al Port de la Bonaigua el dia 19, de manera que el port no va ser ocupat pel maquis, amb el que la defensa de les posicions era impossible contra la superioritat dels franquistes. Tampoc es va produir l'aixecament popular i molt pocs homes es van unir als atacants. Les forces de la frontera, sorpreses al principi, reaccionen, i un gran desplegament militar amenaça de fixar als guerrillers i eliminar-los, encerclant-los amb un atac per la rereguarda de la 42a divisió de l'exèrcit franquista, o esperar a l'altra banda del túnel de Viella que sortissin.
El 27 d'octubre, reunits Santiago Carrillo amb l'estat major dels guerrillers espanyols a França es va decidir desistir de prendre Viella i iniciar la retirada de la força expedicionària, que comptava amb uns 4.000 homes a causa del fet que s'hi havien afegit guerrillers que havien arribat des d'altres punts.

## Conseqüències
El contundent fracàs de l'Operació Reconquesta d'Espanya va tenir importants repercussions en el PCE: Jesús Monzón va veure estroncada la seva carrera política, i és capturat a Barcelona i empresonat fins al seu indult el 1959, quan marxa a Mèxic. Santiago Carrillo, en canvi, va veure reforçada la seva carrera i va purgar als lloctinents de Jesús Monzón i responsables de la lluita guerrillera: Gabriel León Trilla i Alberto Pérez Ayala son assassinats a Madrid a finals de 1945 i Pere Canals i Cambrisas a França en 1946.
Charles de Gaulle va desarmar els guerrillers per assegurar-se la tranquil·litat fronterera amb Francisco Franco, de qui en va reconèixer oficialment el govern el 16 d'octubre.
Les operacions dels maquis, transformant l'estructura militar en agrupacions guerrilleres, continuen a diferents fronts de l'estat espanyol, sent especialment activa l'Agrupación guerrillera de Levante y Aragón (AGLA), però l'any 1948, el partit decideix cancel·lar les operacions guerrilleres per consell de Stalin i a causa de la repressió de la Guàrdia Civil, que estava debilitant fortament el moviment.
El final dels guerrillers, que en les següents incursions no va caure morts o fets presoners i afusellats, fou que els francesos els van usar per les seves guerres colonials a Indoxina o Algèria sota amenaça d'extradició.